# Ali ibn Hammud al-Nasir
Ali ibn Hammud al-Nasir, död 1018, var kalif av Córdoba 1016–1018.